# Asim Ferhatović Hase
43°52′26″N 18°24′31″Ø / 43.87389°N 18.40861°Ø
Asim Ferhatović Hase Stadion ligger i Sarajevo, Bosnien-Hercegovina, og er landets største stadion. Det går også under navnene Koševo Stadion og Det Olympiske Stadion. Det ligger i bydelen "Koševo" og ejes af Sarajevo by. Det fungerer som FK Sarajevos hjemmebane, men bliver af og til brugt af andre klubber i den hjemlige liga, til internationale kampe, samt af Bosnien-Hercegovinas fodboldlandshold.

## Historie
Koševo Stadion blev opført af ungdomsbrigader fra hele Bosnien-Hercegovina i kølvandet på Anden Verdenskrig. Man gravede bogstavelig talt ned i en lokal bakke, så stadionet kom til at fremstå smeltet med omgivelserne (et nærliggende kvarter hedder faktisk Koševsko Brdo eller "Koševos bakke"). Koševo husede den første internationale kamp 17. oktober 1954, hvor 36.000 tilskuere så Jugoslavien vinde over Tyrkiet med 5-1. I 1966 dannede det renoverede Koševo rammen om Balkans atletikmesterskaber. Året efter var Manchester United på besøg, da de i anden runde af "Mesterholdenes Europa Cup" (nuværende UEFA Champions League) mødte FK Sarajevo. Kampen endte 0-0.
I 1969 fik Koševo besøg af legendariske Pelé der med sit brasilianske hold Santos spillede 1-1 mod FK Sarajevos rivaler fra arbejderklubben FK Željezničar. Tre år senere blev Željezničar jugoslavisk mester og skulle som anden klub i Bosnien-Hercegovinas historie dyste i den bedste europæiske turnering. Her ventede de engelske mestre fra Derby County og man valgte at spille hjemmekampen på Koševo stadion. Den endte dog 2-1 i englændernes favør, og det betød exit for klubben. FK Sarajevo havde endnu et (kortvarigt) Champions League eventyr i 1985, hvor man røg ud til finske Kuusysi. Derudover spillede de to Sarajevo-klubber adskillige UEFA Cup kampe her, bl.a. mod Hamburger SV, R.S.C. Anderlecht og Bologna.
Tilskuerrekorden blev sat i 1982, da FK Sarajevo tog imod FK Željezničar i den jugoslaviske liga. Koševo kunne på det tidspunkt officielt tage imod 55.000 tilskuere, men man vurderer at op mod 60.000 fulgte kampen.

### Vinter-OL
Stadionet undergik en større renovering op til de Olympiske vinterlege i 1984, da åbningsceremonien skulle finde sted her. Det kaldes derfor ofte "det Olympiske Stadion". Siden 2004 bærer stadionet navnet "Asim Ferhatović Hase", efter en af de største fodboldnavne i Sarajevos historie, FK Sarajevos Asim Ferhatović, der afsluttede karrieren i 1967.

### Krigsårene
Som alle andre sportsfaciliteter i Sarajevo blev Koševo stærkt beskadiget under krigen i Bosnien-Hercegovina. Få uger inde i belejringen af Sarajevo sendte serbiske styrker et hav af granater mod det olympiske kompleks, der foruden stadionet også rummede skøjtehallen Zetra og et udendørs anlæg til hurtigløb på skøjter. Den 25. maj 1992 kom Zetra under svær artilleribeskydning og udbrændte. Den udendørs skøjtebane blev ramt af over 20 granater. De kølige kældre under skøjtehallen blev snart brugt som et kapel, ikke mindst fordi mange af byens kirkegårde lå i nærheden. Desuden voksede en ny kirkegård op på de tilstødende træningsbaner, idet de etablerede kirkegårde ikke rådede over mere plads. De mange sæder fra skøjtehallen blev brugt til at lave ligkister af.
Udhulet af haubitsprojektiler og snigskytteskud dannede Koševo i Marts 1994 ramme om en surrealistisk fodboldkamp. Et hold bestående af FN soldater skulle møde et lokalt hold som man samlede til lejligheden. Et militærorkester fra Buckingham Pallace marcherede ind på stadionet og spillede et par numre op til kampen. NATOs fly og helikoptere fløj over stadionet, og på et tidspunkt landede fire faldskærmstropper på banen. Radovan Karadžić havde i et brev garanteret Nicholas Costello – FN kaptajnen der var ansvarlig for fodboldkampen – at der intet ville ske under kampen. Omkring 20.000 borgere vovede sig ud på stadionet, hvilket var surrealistisk i sig selv, idet man normalt gerne undgik større forsamlinger, og særdeles på steder så tæt på fronten, hvor der var få hundrede meter til de omkringliggende bakker hvorfra serbiske styrker overså byen. Adskillige bosniske soldater, der på deres vej mod fronten gerne valgte at løbe hen over fodboldbanen, var blevet skudt i de foregående måneder.
Våbenhvilet blev dog overholdt den pågældende dag. Sarajevos hold slog FN styrkerne med 4-0.

### Efter krigen
Efter de nødvendige renoveringer og reparationer fortsatte Koševo i 1996 med at være FK Sarajevos hjemmebane, og var nu også Bosnien-Hercegovinas hjemmebane. Holdet står således noteret for en 2-1 sejr over Italien. Den venskabskamp blev spillet i November 1996. I kvalifikationen til VM i fodbold 1998 slog man bl.a. Danmark med 3-0. I oktober 2003 var man igen oppe mod Danmark, denne gang til kvalifikationen til EM i fodbold 2004. Med en sejr kunne Bosnien-Hercegovina tage førstepladsen i puljen og placere sig direkte til EM. Kampen endte dog 1-1 og førstepladsen gik i stedet til Danmark. I de senere år har Bosnien-Hercegovina kun spillet enkelte kvalifikationskampe og venskabskampe på Koševo, idet spillernes og tilskuernes foretrukne stadion nu er Bilino Polje i Zenica.
Der har også været afholdt koncerter på Asim Ferhatović Hase Stadion. Som en del af deres PopMart Tour lagde U2 vejen forbi i 1997. Desuden har en række store navne fra regionen optrådt her: Dino Merlin, Zdravko Čolić, Hari Mata Hari og måske det største jugoslaviske poprock band gennem tiderne, Bijelo Dugme.

## Koncerter
- Zdravko Čolić - 7. september 1978 (Putujući zemljotres Tour)
- U2 - 23. september 1997 (PopMart Tour)
- Dino Merlin - 31. juli 2000 (Sredinom Tour, gæster: Adi Lukovac & Ornamenti, Ivana Banfić, Amir Bjelanović Tula, Miro Asotić)
- Dino Merlin - 31 Juli 2004 (Burek Tour, gæster: Željko Joksimović, Ivana Banfić, Nina Badrić, Edo Zanki, Almir Hukelić, Gani Tamir)
- Bijelo dugme - 15. juni 2005
- Haris Džinović - 23. juni 2007 (gæster: Halid Bešlić, Hari Varešanović, Željko Joksimović, Enis Bešlagić)
- Dino Merlin - 19. juli 2008 (Ispočetka Tour, gæster: Hari Varešanović, Vesna Zmijanac, Toni Cetinski, Eldin Huseinbegović, Ivana Banfić, Baby Dooks, Elvedin Krilić)
- Hari Mata Hari - 10. august 2009 (Sreća Tour, gæster: Nina Badrić, Dino Merlin, Halid Bešlić, Dražen Žerić Žera, Eldin Huseinbegović)
- Željko Joksimović - 12. juni 2010 (gæster: Halid Bešlić, Hari Varešanović, Jelena Tomašević)
- Zdravko Čolić - 31. juli 2010 (Kad pogledaš me preko ramena Tour, gæster: Dino Merlin, Nikša Bratoš)
- Halid Bešlić - 22. juni 2013 (Romanija Tour, gæster: Haris Džinović, Željko Joksimović, Enes Begović, Dženan Jahić, Viki Miljković, Colonia, Enis Bešlagić)
- Dino Merlin - 25. juli 2015 (Hotel Nacional Tour)